# Крімтанн Ніа Найр
Крімтанн Ніа Найр – (ірл. - Crimthann Nia Náir) – Крімптан Племінник Нара - верховний король Ірландії. Час правління: 12 р. до н. е. — 5 р. н. е. (згідно з «Історією Ірландії» Джеффрі Кітінга) або 8 р. до н. е. — 9 р. н. е. (відповідно до «Хроніки Чотирьох Майстрів»). Співправитель Каїрбре Кіннхайта. Син верховного короля Ірландії на ймення Лугайд Ріаб н-Дерг (ірл. - Lugaid Riab nDerg). Згідно з легендою його матір’ю була Клохру (ірл. – Clothru) – дочка Еоху Фейдлеха (ірл. - Eochu Feidlech). 

## Прихід до влади і правління
Повідомлення про нього в історичних переказах та літописах суперечливі. Згідно з літописом «Книги Захоплень Ірландії» він скинув з трону верховного короля Ірландії Конхобара Абрадруада, але не сказано, що він зайняв трон – повідомляється, що наступним верховним королем став Каїрбре Кіннхайт. Д. Кітінг та «Літописи Чотирьох Майстрів» повідомляють, що він став верховним королем Ірландії, скинувши і вбивши свого попередника. Ці джерела повідомляють також, що він правив Ірландією протягом 16 років. Потім повідомляється, що він вирушив у плавання на кораблі разом зі своєю тіткою Нар, яка була чаклункою. Через місяць і два тижні вони повернулись з плавання і привезли з собою захоплені скарби: позолочену колісницю, золоту дошку для гри в фідхел (ірл. – fidchell) – гри, яка була забута ще в давнину, розшитий золотом плащ, меч, інкрустований золотом, срібний з тисненням щит, спис і пращу, які завжди влучали у ворога, двох хортів, що були скуті срібним ланцюгом. Через деякий час після повернення  цієї подорожі Крімтанн Ніа Найр впав з коня і помер у Ховхі (ірл. – Howth). Кітінг повідомляє, що трон успадкував його син Ферадах Фіндфехтнах (ірл. - Feradach Finnfechtnach). Але «Літописи Чотирьох Майстрів» стверджують, що трон після нього зайняв Каїрбре Кіннхайт. 